# Cristandade cultural
Cristãos culturais são aqueles que receberam valores cristãos ou apreciam a cultura cristã, mas não a praticam religiosamente. Esses indivíduos podem se identificar como culturalmente cristãos devido à origem familiar, às experiências pessoais ou ao ambiente social e cultural em que cresceram. Eles podem ou não ser não-teístas, apateístas, transteístas, deístas, panteístas, céticos, ateus ou de outra forma incrédulos, ou continuar sendo monoteístas ou, no caso dos sincréticos, politeístas.
Termos contrastantes são “cristão praticante”, “cristão bíblico”, “cristão comprometido”, ou “cristão crente”.
O termo "cristão cultural" pode ser especificado ainda mais por denominação cristã, por exemplo, "católico cultural", "luterano cultural" e "anglicano cultural".

## Uso
O presidente da Bielorrússia, Alexander Lukashenko, identificou-se como um cristão cultural, chamando-se a si próprio de “ateu ortodoxo” numa das suas entrevistas.
Os deístas franceses do século XVIII e início do século XIX incluem Napoleão. O atual presidente de França, Emmanuel Macron, identificou-se como um “católico agnóstico”.
Tradicionalmente, o cristianismo tem sido considerado uma "religião estrangeira" (chinês: 洋教, pinyin: yáng jiào) na China, incluindo todas as conotações negativas de estrangeirismo comuns na China. Essa atitude só começou a mudar no final do século XX. Na China, o termo "cristãos culturais" pode se referir a intelectuais chineses dedicados ao estudo da teologia, ética e literatura cristãs, e frequentemente contribuem para um movimento conhecido como teologia sino-cristã. Algumas das primeiras figuras deste movimento no final da década de 1980 e 1990, como Liu Xiaofeng e He Guanghu, simpatizavam com o cristianismo, mas optaram por não se associar a nenhuma igreja local.  Desde a década de 1990, uma nova geração destes cristãos culturais tem-se mostrado mais disposta a associar-se às igrejas locais e tem-se frequentemente baseado na teologia calvinista.
O escritor liberal Benedetto Croce, em seu livro Perché non possiamo non dirci cristiani ('Por que não podemos deixar de nos chamar de cristãos'), expressou a opinião de que as tradições e os valores católicos romanos formavam a cultura básica de todos os italianos, crentes e não crentes, e descreveu o cristianismo principalmente como uma revolução cultural.
O ateu inglês declarado Richard Dawkins descreveu-se em várias entrevistas como um "cristão cultural" e um "anglicano cultural". Em seu livro The God Delusion, ele chama Jesus Cristo de louvável por sua ética. Da mesma forma, a ex-primeira-ministra Liz Truss descreveu-se como tendo dito: "Compartilho os valores da fé cristã e da Igreja da Inglaterra, mas não sou uma pessoa religiosa praticante regular".
Thomas Jefferson, um dos Pais Fundadores dos Estados Unidos, considerava-se parte da cultura cristã, apesar das suas dúvidas sobre a divindade de Jesus.

## Demografia
Os países europeus têm uma origem cultural cristã, que foi significativa na herança da civilização europeia, e a Europa Ocidental também passou a ser vista como sinónimo de "cristandade". Hoje, muitas pessoas na Europa Ocidental permanecem "culturalmente cristãs". De acordo com um estudo de 2018 do Pew Research Center ; o cristianismo ainda é a maior religião na Europa Ocidental, onde 71% dos europeus ocidentais se identificaram como cristãos. De acordo com o Pew Research Center, "a maioria dos cristãos na Europa Ocidental hoje são não praticantes, mas a identidade cristã ainda continua sendo um marcador religioso, social e cultural significativo", onde 55% dos europeus ocidentais se identificaram como cristãos não praticantes e 18% se identificaram como cristãos frequentadores da igreja.
Em censos demográficos no Brasil, "sem religião" começou a ser uma alternativa a partir de 1960 fornecida pelo Instituto Brasileiro de Geografia e Estatística, sendo o indiferentismo religioso, cuja cristandade é aderente, uma das características comentadas a respeito. Porém, a categoria inclui ateus e agnósticos. Mesmo assim, tanto Brasil quanto África do Sul estão no topo dos países em que mais se acredita em Deus.